# 放たれる
『放たれる』（はなたれる）は、日本のバンド・Mr.Childrenの6作目の配信限定シングル。2014年5月24日にトイズファクトリーより発売された。

## 概要
前作『REM』から約1年ぶりのリリースとなった。
本作以降2018年1月19日に「here comes my love」がリリースされるまで配信限定シングルは途切れることになる。

## 収録曲
| #  | タイトル     | 作詞・作曲 | 編曲                   | 弦編曲              | 時間 |
| -- | ------------ | ---------- | ---------------------- | ------------------- | ---- |
| 1. | 「放たれる」 | 桜井和寿   | 小林武史 & Mr.Children | 小林武史 & 四家卯大 | 5:34 |

## 楽曲解説
1. 放たれる
  - 東宝系映画『青天の霹靂』主題歌[3]。
  - 仮タイトルは「唱歌」[4]。
  - 原作を読んだ桜井和寿が「ケージの中で傷を癒した鳥が、再び空に向かって飛び立つ瞬間」をイメージして書き下ろした楽曲となっている[3]。
  - 桜井は「小林武史さんと一緒に作業した曲で、ライブでもやっています。ライブごとに演奏も良くなっていると感じていて、それは、僕がもっと柔らかい感じで歌えている部分もあるし、エコーの感じや拡がりの感じが、ホールやアリーナのような大きな会場によって作られるリバーブ感にすごくあっているようにも思えます。でも、音源にリバーブ感をたしてみたら、音源はレコーディングされた状態が良かったですね。ライブとは違う良さがあるというか。」と語っている[5]。
  - 約半年後に発売された35thシングル『足音 〜Be Strong』に、カップリング曲として収録された。
  - 18thアルバム『REFLECTION』ではUSBアルバムの {Naked} にしか本楽曲が収録されていない。なお、オリジナルアルバムにCDとして未収録となったシングルは27thシングル『四次元 Four Dimensions』に収録されている「ヨーイドン」以来約8年ぶりとなる[注 1]。

## 参加ミュージシャン
- Mr.Children
  - 桜井和寿：Vocal & Guitar
  - 田原健一：Guitar
  - 中川敬輔：Bass
  - 鈴木英哉：Drums
- 小林武史：Keyboards
- 四家卯大ストリングス：Strings
- 四家卯大：Strings
- 沖祥子：Strings
- 安達練：Computer Programing

## テレビ出演
発売当時はテレビ出演はなかったものの、本曲が収録されたシングル『足音 〜Be Strong』発売のタイミングで披露された。
| 番組名 | 日付           | 放送局 | 演奏曲                                           |
| ------ | -------------- | ------ | ------------------------------------------------ |
| SONGS  | 2014年11月29日 | NHK    | 名もなき詩 口笛 足音 〜Be Strong Melody 放たれる |

## ライブ映像作品
放たれる
| 作品名                               |
| ------------------------------------ |
| Mr.Children REFLECTION {Live & Film} |
| miss you LIVE                        |

## 収録アルバム
- 『REFLECTION {Naked}』
- 『Mr.Children 2011-2015』